# Sitaula
Sitaula (en népalais : सितौला) est un comité de développement villageois du Népal situé dans le district de Darchula. Au recensement de 2011, il comptait 3 356 habitants.